# Гульмит
Гульмит (англ. Gulmit, урду گلمیت‎) — деревня на севере Пакистана, в составе территории Гилгит-Балтистан. Является частью округа Хунза. Основное население деревни составляют ваханцы.

## География
Деревня находится в северной части Гилгит-Балтистана, на правом берегу реки Хунза (левый приток реки Гилгит), вблизи места впадения в неё реки Гульмит, на расстоянии приблизительно 68 километров к северо-востоку от Гилгит, административного центра территории.
Абсолютная высота — 2404 метра над уровнем моря.

## Климат
Климатические условия деревни характеризуются как климат холодных пустынь (BWk в классификации климатов Кёппена). Среднегодовое количество атмосферных осадков — 113 мм. Средние показатели температуры воздуха варьируются от −5,5 °C (в январе), до 21,8 °C (в июле).

## Транспорт
Вблизи деревни проходит транснациональное Каракорумское шоссе. Ближайший аэропорт расположен в городе Гилгит.